# Pulmonaria affinis
Pulmonaria affinis Jord. – gatunek roślin z rodziny ogórecznikowatych (Boraginaceae). Występuje naturalnie w Hiszpanii i Francji. We Francji najczęściej jest spotykany na obszarze od centrum kraju, przez Masyw Centralny, następnie w kierunku południowo-zachodnim po Pireneje. Sporadycznie występuje także w Belgii, Niemczech oraz Włoszech.

## Morfologia

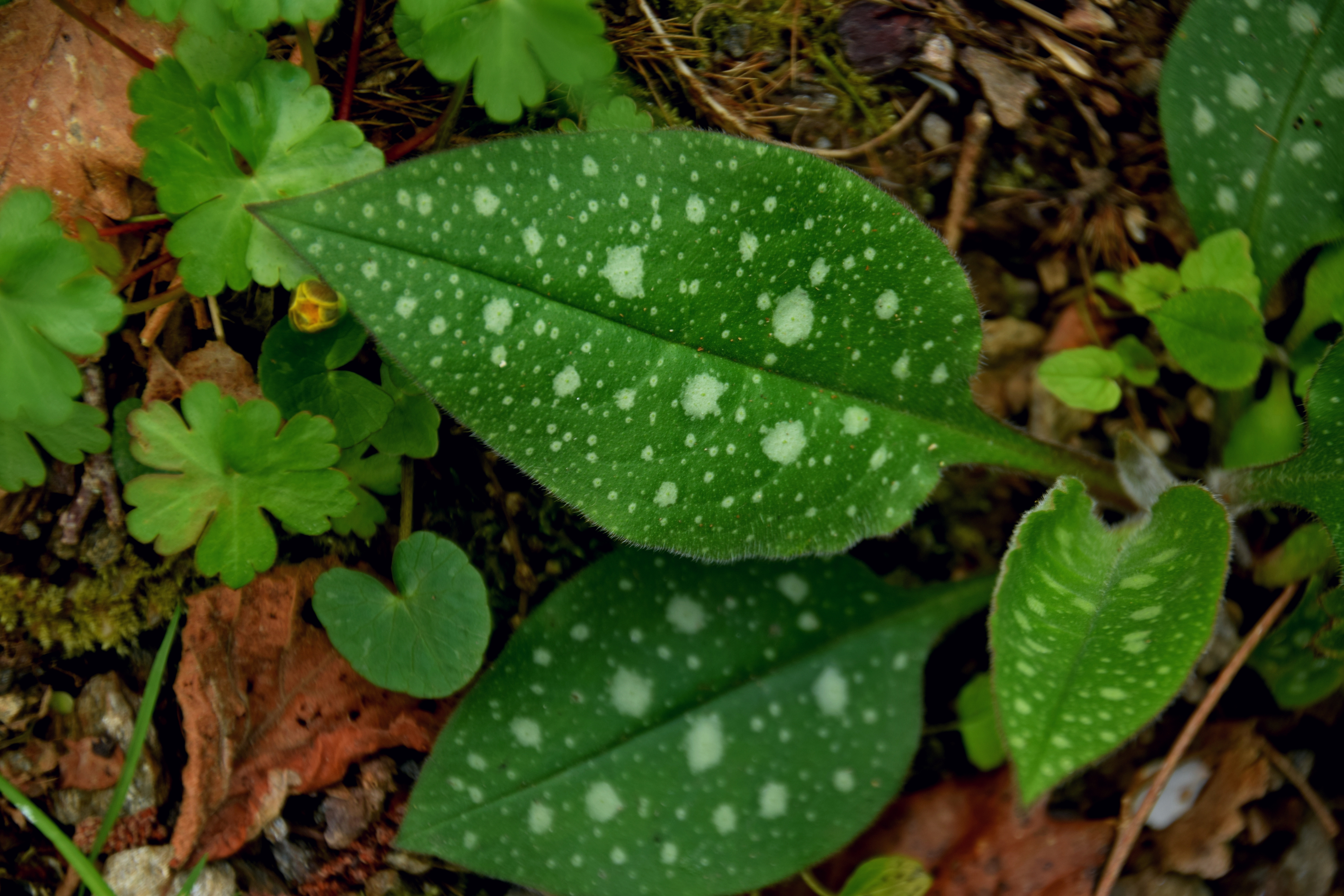
Blaszka liściowa

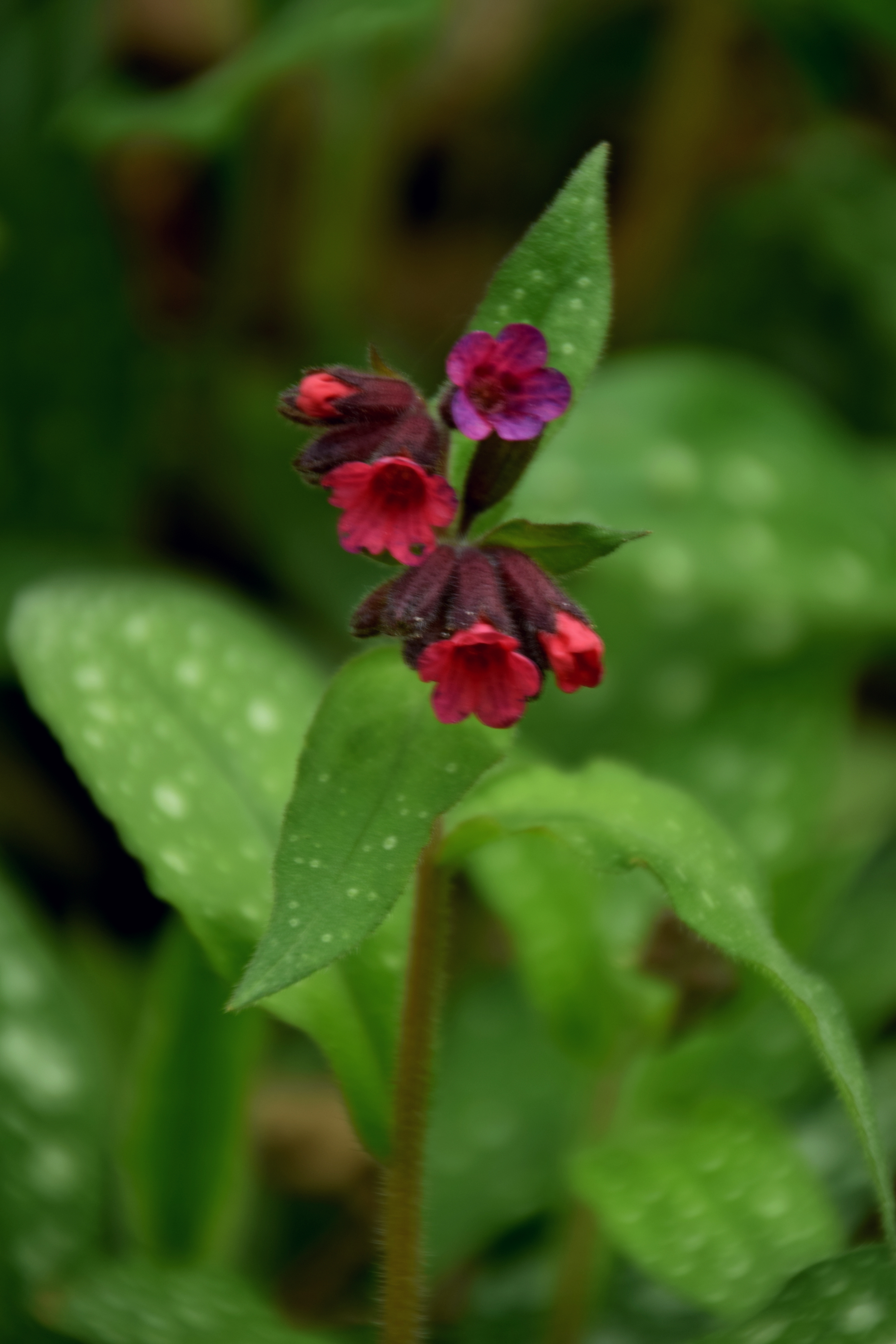
Kwiaty

PokrójBylina dorastająca do 10–50 cm wysokości. Łodyga jest prosta, relatywnie gruba, pokryta grubym, gruczołowatym owłosieniem o białej barwie i długości 0,5–1,5 mm. Kłącza osiągają 3,2–6,3 (jednak najczęściej do 5,5) cm długości i 0,8–1,5 cm szerokości.
LiścieDojrzałe liście odziomkowe są szorstkie, ciemnozielone z białymi plamkami, mierzą 1–22 cm długości i 4–10 cm szerokości, mają owalny lub owalnie lancetowaty kształt z gwałtownie zbiegającą po ogonku nasadą oraz spiczastym wierzchołkiem. Blaszka liściowa jest około 2 razy dłuższa niż szeroka. Żyłki drugorzędne nie są widoczne. Ogonek liściowy jest skrzydlaty, mniej lub bardziej gruczołowato owłosiony, osiąga 4,3–10,4 (jednak najczęściej 4,6–10) cm długości, zazwyczaj jest dłuższy lub równej długości w porównaniu z blaszką liściową. Liści łodygowych jest 7–8, są siedzące, mają jajowaty kształt ze spiczastym wierzchołkiem, mierzą 3,6–8,3 (jednak zazwyczaj 4,2–6,8) cm długości i 1,4–1,9 (maksymalnie do 2,6) cm szerokości.
KwiatyZebrane są po 5–30 w gruczołowato owłosione wierzchotki, które rozwijają się w liczbie 1–3 na pędzie. Kwiaty osadzone są na szypułkach o długości 2,8–10,2 (jednak zazwyczaj 3,7–8,3) mm. Kielich mierzy 10,5–19,5 (jednak zazwyczaj 11–13,4) mm długości, ma 5 podługowatych klap o długości 2,5–6,3 (najczęściej powyżej 3,7) mm. Korona kwiatu jest relatywnie duża, ma 13,5–21,2 (jednak najczęściej 14,3–19,2) mm długości, płatki początkowo mają czerwoną barwę, lecz z czasem stają się fioletowoniebieskie, mają 5 wiązek włosków w gardzieli tworząc pierścień. Nitki pręcików osiągają 1,9–3,3 mm długości, a pylniki są długie na 1,9–2,4 mm. Owocolistki są szare, błyszczące i mają szeroko jajowato rozwarty kształt.
OwoceOrzeszki o średnicy 1,2–3 (jednak zazwyczaj 1,7–2,8) mm.
Gatunki podobneRoślina jest podobna do miodunki długolistnej, od której różni się blaszką liści odziomkowych – które są owalne, ostro zakończone i z nasadą krótko zbiegającą po skrzydlatym ogonku.

## Biologia i ekologia
Rośnie w lasach bukowo-jodłowych oraz sosnowych, w siedliskach wilgotnych. Występuje na wysokości od 870 do 1700 m n.p.m. (według innych źródeł od 400 do 2100 m n.p.m.). Preferuje stanowiska w cieniu. Najlepiej rośnie na glebach o lekko kwaśnym odczynie. Kwitnie od kwietnia do lipca. 